# MN Большой Медведицы
MN Большой Медведицы (лат. MN Ursae Majoris), HD 97334 — двойная звезда в созвездии Большой Медведицы на расстоянии приблизительно 73,9 световых лет (около 22,7 парсеков) от Солнца. Видимая звёздная величина звезды — от +6,56m до +6,53m.

## Характеристики
Первый компонент — жёлтый карлик, вращающаяся переменная звезда типа BY Дракона (BY) спектрального класса G0V или G1V. Радиус — около 1,059 солнечного, светимость — около 1,211 солнечной. Эффективная температура — около 5906 К.